# ظهر النصار (كعيدنة)

تعديل مصدري - تعديل

ظهر النصار هي إحدى قرى عزلة الغربي بمديرية كعيدنة التابعة لمحافظة حجة، بلغ تعداد سكانها 182 نسمة حسب تعداد اليمن لعام 2004.